# U-481
U-481 – niemiecki okręt podwodny (U-Boot) typu VII C z okresu II wojny światowej. Okręt wszedł do służby w 1943 roku.

## Historia
Wcielony do 5. Flotylli U-Bootów celem szkolenia załogi, od sierpnia 1944 roku w 8. Flotylli jako jednostka bojowa.
Odbył pięć patroli bojowych, podczas których zatopił sześć niewielkich jednostek o łącznej pojemności 1217 BRT i uszkodził jeden (26 BRT); zatopił również 28 listopada 1944 radziecki przybrzeżny trałowiec T-387 (No 331) projektu 253Ł (108 t). 30 lipca 1944 roku U-481 zestrzelił radziecki samolot szturmowy Ił-2, a drugi, uszkodzony, musiał później przymusowo wodować. Na początku maja 1945 roku wraz z U-968 eskortował do norweskiej bazy U-427, który został poważnie uszkodzony podczas ataku na konwój i nie mógł się zanurzyć.
Poddany 9 maja 1945 roku w Narwiku (Norwegia), przebazowany 19 maja 1945 roku do Loch Eriboll (Szkocja), a później do Loch Ryan (Szkocja). Zatopiony 30 listopada 1945 roku podczas operacji Deadlight ogniem artyleryjskim niszczyciela ORP „Błyskawica”.